# Mikrofonkåt (sång)
Mikrofonkåt är en hiphoplåt med musik av Rusiak och text av Petter, ursprungligen inspelad av Petter 1998. Teo Holmer spelade 2006 in en akustisk version. Petters inspelning nådde som högst plats 53 på Sverigetopplistan i början av 1999

## Septembers tolkning
Under sin medverkan i det svenska TV-programmet Så mycket bättre som gick på TV4 under hösten 2010 tolkade den svenska sångerskan September (Petra Marklund) låten. Efter att ha fått mycket uppmärksamhet på Internet spelades hennes discoversion av låten in och släpptes till digital nedladdning och på Spotify den 12 november 2010. Den gick direkt in på förstaplatsen på både Sverigetopplistan och Digilistan. Låten stannade kvar på Sverigetopplistans första plats i 11 veckor. Även en engelskspråkig version spelades in under namnet Me & My Microphone, se nedan. Båda versionerna finns med på Septembers album Love CPR.

### Listplaceringar
| Lista (2010)                | Topp- placering |
| --------------------------- | --------------- |
| Sverige (Sverigetopplistan) | 1               |
| Sverige (Digilistan)        | 1               |